# Municipio de Urbana (Iowa)
El municipio de Urbana (en inglés: Urbana Township) es un municipio ubicado en el condado de Monroe en el estado estadounidense de Iowa. En el año 2010 tenía una población de 234 habitantes y una densidad poblacional de 2,47 personas por km².

## Geografía
El municipio de Urbana se encuentra ubicado en las coordenadas 40°56′58″N 92°40′25″O / 40.94944, -92.67361. Según la Oficina del Censo de los Estados Unidos, el municipio tiene una superficie total de 94.56 km², de la cual 94,48 km² corresponden a tierra firme y (0,08 %) 0,08 km² es agua.

## Demografía
Según el censo de 2010, había 234 personas residiendo en el municipio de Urbana. La densidad de población era de 2,47 hab./km². De los 234 habitantes, el municipio de Urbana estaba compuesto por el 97,44 % blancos, el 0,43 % eran asiáticos, el 1,28 % eran de otras razas y el 0,85 % eran de una mezcla de razas. Del total de la población el 1,28 % eran hispanos o latinos de cualquier raza.